# Convenção de Chipre
A Convenção de Chipre de 4 de junho de 1878 foi um acordo secreto alcançado entre a Grã-Bretanha e o Império Otomano que concedeu o controle administrativo de Chipre à Grã-Bretanha, em troca de seu apoio aos otomanos durante o Congresso de Berlim. As disposições da Convenção mantêm os direitos otomanos sobre o território de Chipre.
Esse acordo foi o resultado de negociações secretas ocorridas no início de 1878. A Convenção foi revogada pelos britânicos em novembro de 1914, quando a Grã-Bretanha e o Império Otomano se encontraram em guerra.

## Criação da administração britânica em 1878
O sultão, Abdul Hamid II, cedeu a administração de Chipre à Grã-Bretanha, em troca de garantias de que a Grã-Bretanha usaria a ilha como base para proteger o Império Otomano contra uma possível agressão russa. Os britânicos receberam a oferta de Chipre três vezes (em 1833, 1841 e 1845) antes de aceitá-la em 1878.
Em meados da década de 1870, a Grã-Bretanha e outras potências europeias enfrentaram a necessidade de impedir a expansão russa para áreas controladas pelo enfraquecimento do Império Otomano. A Rússia estava tentando preencher o vácuo de poder expandindo o império do czar para oeste e sul, em direção ao porto de águas quentes de Constantinopla e Dardanelos. A administração britânica de Chipre pretendia evitar tal expansão. Em junho de 1878, negociações clandestinas entre a Grã-Bretanha e a Porte culminaram na Convenção de Chipre, pela qual "Sua Majestade Imperial o Sultão consente em atribuir a ilha de Chipre a ser ocupada e administrada pela Inglaterra".
Houve alguma oposição ao acordo na Grã-Bretanha, especialmente do líder liberal William Ewart Gladstone. Quando Gladstone voltou ao poder, ele não devolveu a ilha. O nacionalismo cipriota grego fez sua presença conhecida para os novos governantes, quando, em um discurso de boas-vindas em Larnaca para o primeiro alto comissário britânico em Chipre, o bispo de Kition expressou a esperança de que os britânicos acelerassem a unificação de Chipre e Grécia como fizeram anteriormente feito com as Ilhas Jônicas. Assim, os britânicos foram confrontados, no início de sua administração, com a realidade de que a enose era vital para muitos cipriotas gregos.
A ilha serviu à Grã-Bretanha como uma base militar chave na rota marítima para a Índia Britânica, que era então a posse ultramarina mais importante da Grã-Bretanha. Em 1906, um novo porto em Famagusta foi concluído, aumentando a importância de Chipre como um posto avançado naval estratégico protegendo as abordagens ao Canal de Suez. No início da Primeira Guerra Mundial, o Império Otomano juntou-se às Potências Centrais e, em 5 de novembro de 1914, a Grã-Bretanha anexou Chipre, pondo fim à Convenção.

## Tributo a Chipre
Os termos da Convenção estipulavam que o excesso da receita da ilha em relação às despesas do governo deveria ser pago como um "pagamento anual fixo" da Grã-Bretanha ao sultão. Esta disposição permitiu que a Porte afirmasse que não havia cedido ou rendido Chipre aos britânicos, mas apenas temporariamente transferido para a administração. Por causa desses termos, a ação às vezes foi descrita como um arrendamento britânico da ilha. O "tributo a Chipre" tornou-se a principal fonte de descontentamento subjacente à agitação cipriota posterior.
As negociações acabaram determinando a soma do pagamento fixo anual em exatamente 92 799 libras esterlinas, onze xelins e três pence. O governador da ilha, Ronald Storrs, escreveu mais tarde que o cálculo dessa soma foi feito com "toda aquela exatidão escrupulosa característica dos relatos falsos". Os cipriotas viram-se não apenas pagando o tributo, mas também cobrindo as despesas incorridas pela administração colonial britânica, criando uma drenagem constante em uma economia já pobre.
Desde o início, a questão do Tributo a Chipre foi severamente exacerbada pelo fato de que o dinheiro nunca foi pago à Turquia. Em vez disso, foi depositado no Banco da Inglaterra para pagar os empréstimos turcos da Guerra da Crimeia (garantidos pela Grã-Bretanha e pela França) que a Turquia havia inadimplente. Esse arranjo perturbou muito os turcos e também os cipriotas. A pequena quantia que sobrou foi para um fundo de contingência, o que irritou ainda mais a Porte. A opinião pública sobre Chipre considerou que os cipriotas foram forçados a pagar uma dívida com a qual não tinham qualquer relação. A agitação contra o tributo era incessante, e o pagamento anual tornou-se um símbolo da opressão britânica.
Também houve oposição britânica ao tributo. O subsecretário de Estado para as Colônias Winston Churchill visitou Chipre em 1907 e, em um relatório sobre sua visita, declarou: "Não temos o direito, exceto por força maior, de cobrar um centavo do tributo a Chipre para nos livrar de nossas próprias obrigações, no entanto, infelizmente contraído". O Parlamento logo votou um subsídio anual permanente de 50 000 libras esterlinas para Chipre e reduziu o tributo em conformidade.

## A anexação de Chipre pela Grã-Bretanha, 1914, termina a Convenção
Após a eclosão da Primeira Guerra Mundial, o Império Otomano decidiu se juntar à guerra ao lado das Potências Centrais e, em 5 de novembro de 1914, os britânicos anexaram formalmente Chipre como colônia da Coroa. Ao mesmo tempo, o Khedivate Otomano do Egito e do Sudão foi declarado Sultanato do Egito, um protetorado britânico.